# ミハイル・フォーキン

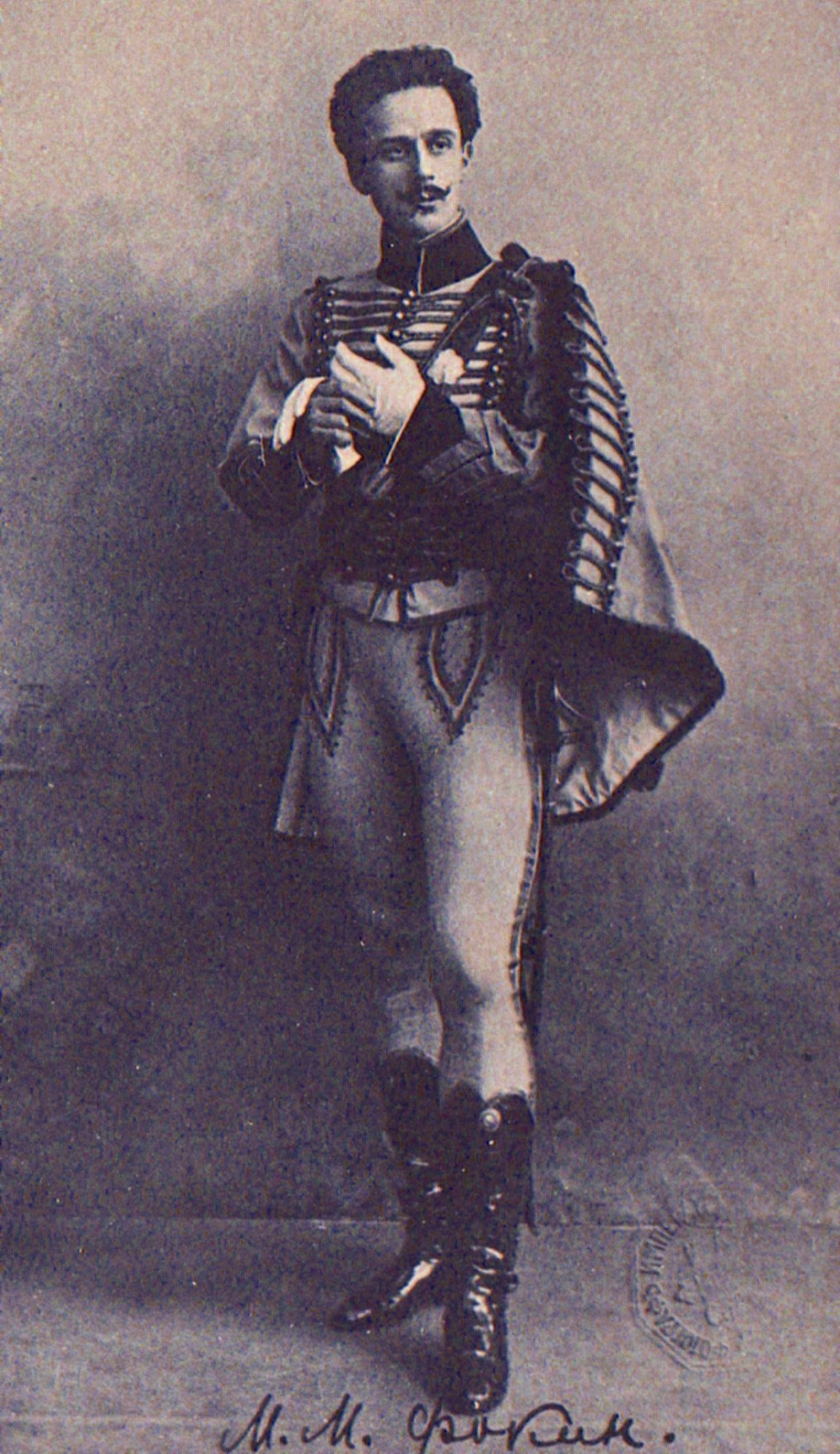
ミハイル・フォーキン

ミハイル・ミハイロヴィチ・フォーキン （露: Михаи́л Миха́йлович Фоки́н, Mikhail Mikhailovich Fokin, 1880年4月23日 - 1942年8月22日）は、ロシア出身のバレエダンサー・振付師、バレエ教師。フランス語読みでミシェル・フォーキン（Michel Fokine）と呼ぶ場合もある。

## 略歴
1880年、サンクトペテルブルクで生まれた。1898年、サンクトペテルブルクの帝室舞踏学校卒業と同時にマリインスキー劇場と契約。1905年以降、振付師・教師として活躍。1907年にアンナ・パヴロワのために振り付けた「瀕死の白鳥」は特に有名である。
1909年、セルゲイ・ディアギレフのバレエ・リュスの結成に参加、以降『レ・シルフィード』、『ダッタン人の踊り』（1909年）、『シェヘラザード』、 『火の鳥』（1910年）、『バラの精』、『ペトルーシュカ』（1911年）といったバレエ・リュス初期の傑作を振り付けて大成功をおさめた。しかし、1912年、『ダフニスとクロエ』初演時に、上演時間と順番を巡ってディアギレフと決裂。また、『ダフニスとクロエ』自体も、同年に発表されたヴァーツラフ・ニジンスキー振付による『牧神の午後』のスキャンダルに隠れ、話題にすらならなかった。このような状況の中、フォーキンは1912年にバレエ･リュスを脱退した。ディアギレフがニジンスキーを解雇したために生じた穴を埋めるため、1913年から1914年にかけて、一時的にバレエ･リュスに復帰、『蝶々』、『金鶏』などを振付けるが、大ヒットとはならなかった。
その後、ロシア、北欧でバレエ教師、ダンサーとして活動した後、1920年、米国に渡り、以降ニューヨークに定住。1922年、「フォーキン・バレエ」を結成。1932年、米国に帰化、教師として後進の教育に関わりながら振付もした。
生涯で70を超える作品の振り付けを行った。今なお世界のトップクラスのバレエ団で用いられているものも多い。